# Molières (Tarn-et-Garonne)
Pour les articles homonymes, voir Molières.
Molières est une commune française située dans le nord du département de Tarn-et-Garonne, en région Occitanie.
Sur le plan historique et culturel, la commune est dans le Quercy Blanc, correspondant à la partie méridionale du Quercy, devant son nom à ses calcaires lacustres du Tertiaire.
Exposée à un climat océanique altéré, elle est drainée par le Lemboulas, le Petit Lembous, le ruisseau de Cardac, le ruisseau de Saint-Nazaire et par divers autres petits cours d'eau. La commune possède un patrimoine naturel remarquable composé de deux zones naturelles d'intérêt écologique, faunistique et floristique.
Molières est une commune rurale qui compte 1 274 habitants en 2022, après avoir connu un pic de population de 2 599 habitants en 1841.  Elle fait partie de l'aire d'attraction de Montauban. Ses habitants sont appelés les Moliérains ou  Moliéraines.

## Géographie

### Communes limitrophes
La commune est limitrophe du département du Lot.
Les communes limitrophes sont  Auty, Castelnau-Montratier, Labarthe, Mirabel, Montfermier, Montpezat-de-Quercy, Puycornet et Saint-Vincent-d'Autéjac.
| Castelnau-Montratier (Lot) | Montfermier | Montpezat-de-Quercy     |
| Labarthe                   | Molières    | Auty                    |
| Puycornet                  | Mirabel     | Saint-Vincent-d'Autéjac |

### Hydrographie

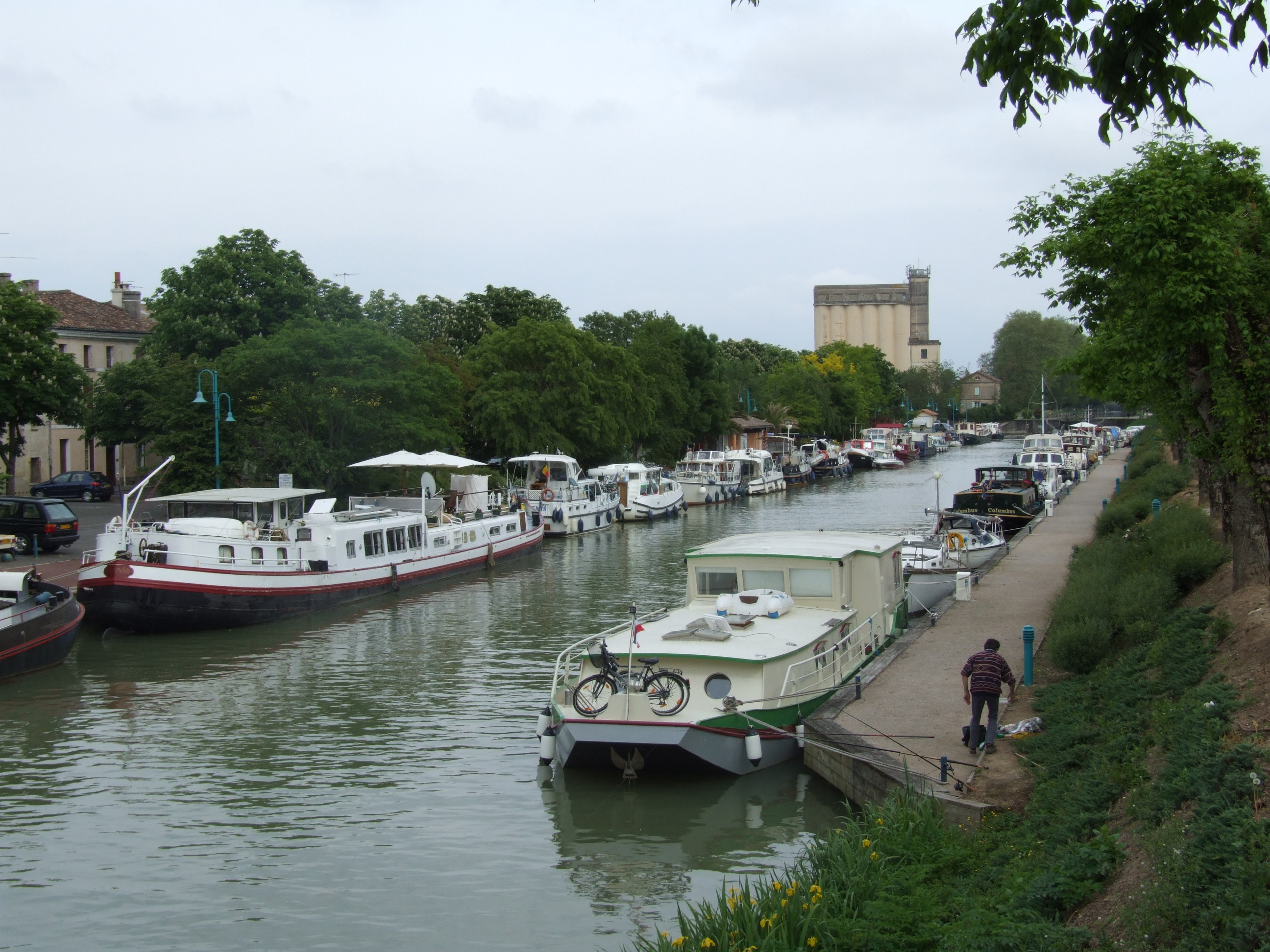
Le canal latéral à la Garonne à Moissac.

Elle est drainée par le Lemboulas, le Petit Lembous, le ruisseau de Cardac, le ruisseau de Saint-Nazaire, un bras du Lemboulas, un bras du Lemboulas, un bras du Lemboulas, un bras du Petit Lembous, le Fraicherieu, le ruisseau de Merlanes et par divers petits cours d'eau, constituant un réseau hydrographique de 43 km de longueur totale,.
Le Lemboulas, d'une longueur totale de 56,7 km, prend sa source dans la commune de Lalbenque et s'écoule du nord-est au sud-ouest. Il traverse la commune et se jette dans le Tarn à Castelsarrasin, après avoir traversé 15 communes.
Le Petit Lembous, d'une longueur totale de 19,9 km, prend sa source dans la commune de Montpezat-de-Quercy et s'écoule du nord-est au sud-ouest. Il traverse la commune et se jette dans le Lemboulas à Puycornet, après avoir traversé 8 communes.

### Climat
Pour des articles plus généraux, voir Climat de l'Occitanie et Climat de Tarn-et-Garonne.
En 2010, le climat de la commune est de type climat du Bassin du Sud-Ouest, selon une étude du Centre national de la recherche scientifique s'appuyant sur une série de données couvrant la période 1971-2000. En 2020, Météo-France publie une typologie des climats de la France métropolitaine dans laquelle la commune est exposée à un climat océanique altéré et est dans la région climatique Aquitaine, Gascogne, caractérisée par une pluviométrie abondante au printemps, modérée en automne, un faible ensoleillement au printemps, un été chaud (19,5 °C), des vents faibles, des brouillards fréquents en automne et en hiver et des orages fréquents en été (15 à 20 jours).
Pour la période 1971-2000, la température annuelle moyenne est de 13 °C, avec une amplitude thermique annuelle de 15,8 °C. Le cumul annuel moyen de précipitations est de 807 mm, avec 10,1 jours de précipitations en janvier et 6 jours en juillet. Pour la période 1991-2020, la température moyenne annuelle observée sur la station météorologique de Météo-France la plus proche, « Saint-Vincent », sur la commune de Saint-Vincent-d'Autéjac à 9 km à vol d'oiseau, est de 13,9 °C et le cumul annuel moyen de précipitations est de 771,1 mm. 
La température maximale relevée sur cette station est de 41,5 °C, atteinte le 23 août 2023 ; la température minimale est de −13 °C, atteinte le 9 février 2012,,.
Les paramètres climatiques de la commune ont été estimés pour le milieu du siècle (2041-2070) selon différents scénarios d'émission de gaz à effet de serre à partir des nouvelles projections climatiques de référence DRIAS-2020. Ils sont consultables sur un site dédié publié par Météo-France en novembre 2022.

### Milieux naturels et biodiversité

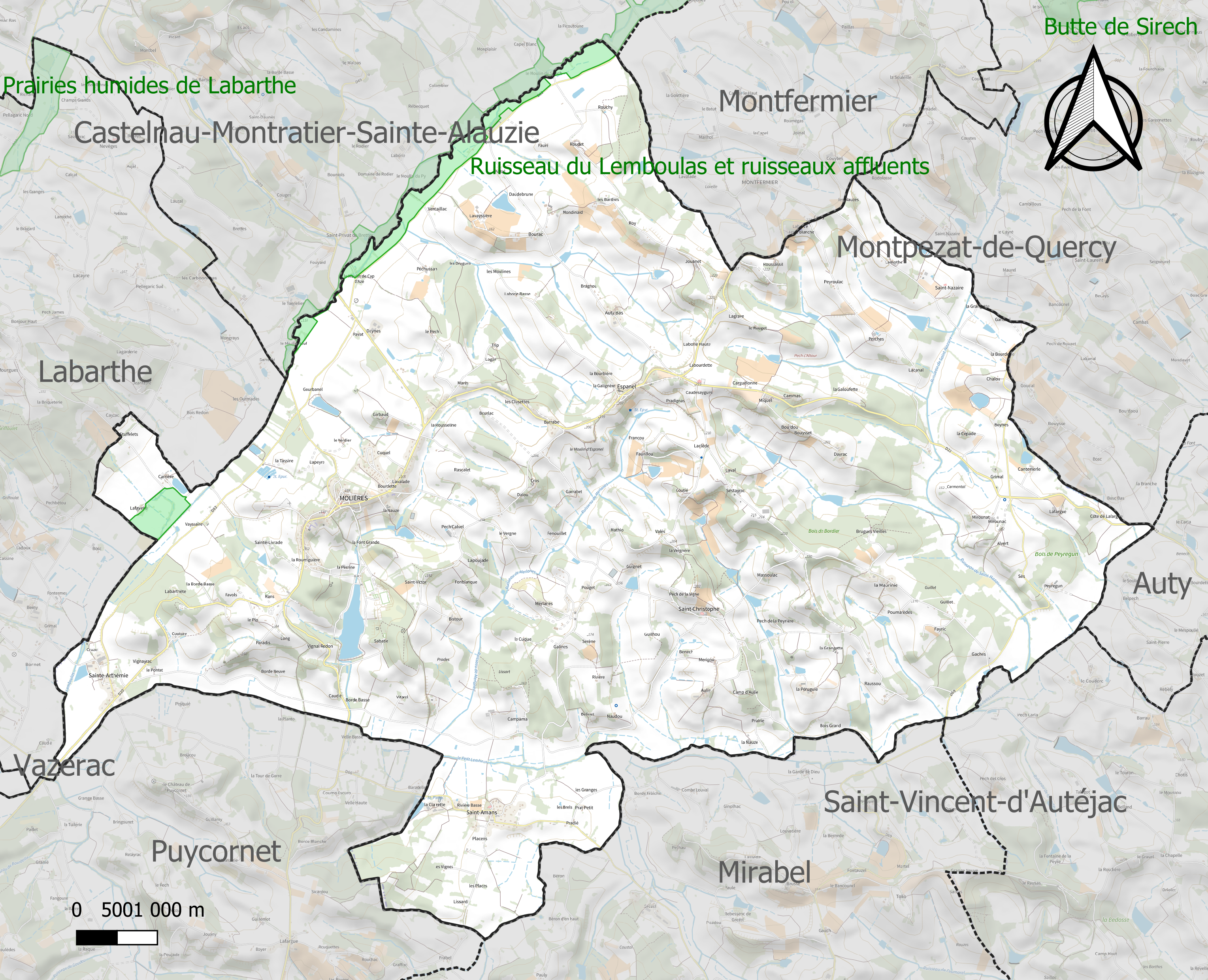
Carte des ZNIEFF de type 1 localisées sur la commune.

L’inventaire des zones naturelles d'intérêt écologique, faunistique et floristique (ZNIEFF) a pour objectif de réaliser une couverture des zones les plus intéressantes sur le plan écologique, essentiellement dans la perspective d’améliorer la connaissance du patrimoine naturel national et de fournir aux différents décideurs un outil d’aide à la prise en compte de l’environnement dans l’aménagement du territoire.
Deux ZNIEFF de type 1 sont recensées sur la commune :
les « prairies humides de Labarthe » (47 ha), couvrant 3 communes dont une dans le Lot et deux dans le Tarn-et-Garonne, et 
le « ruisseau du Lemboulas et ruisseaux affluents » (1 311 ha), couvrant 9 communes dont six dans le Lot et trois dans le Tarn-et-Garonne.

## Urbanisme

### Typologie
Au 1er janvier 2024, Molières est catégorisée commune rurale à habitat très dispersé, selon la nouvelle grille communale de densité à sept niveaux définie par l'Insee en 2022.
Elle est située hors unité urbaine. Par ailleurs la commune fait partie de l'aire d'attraction de Montauban, dont elle est une commune de la couronne,. Cette aire, qui regroupe 50 communes, est catégorisée dans les aires de 50 000 à moins de 200 000 habitants,.

### Occupation des sols

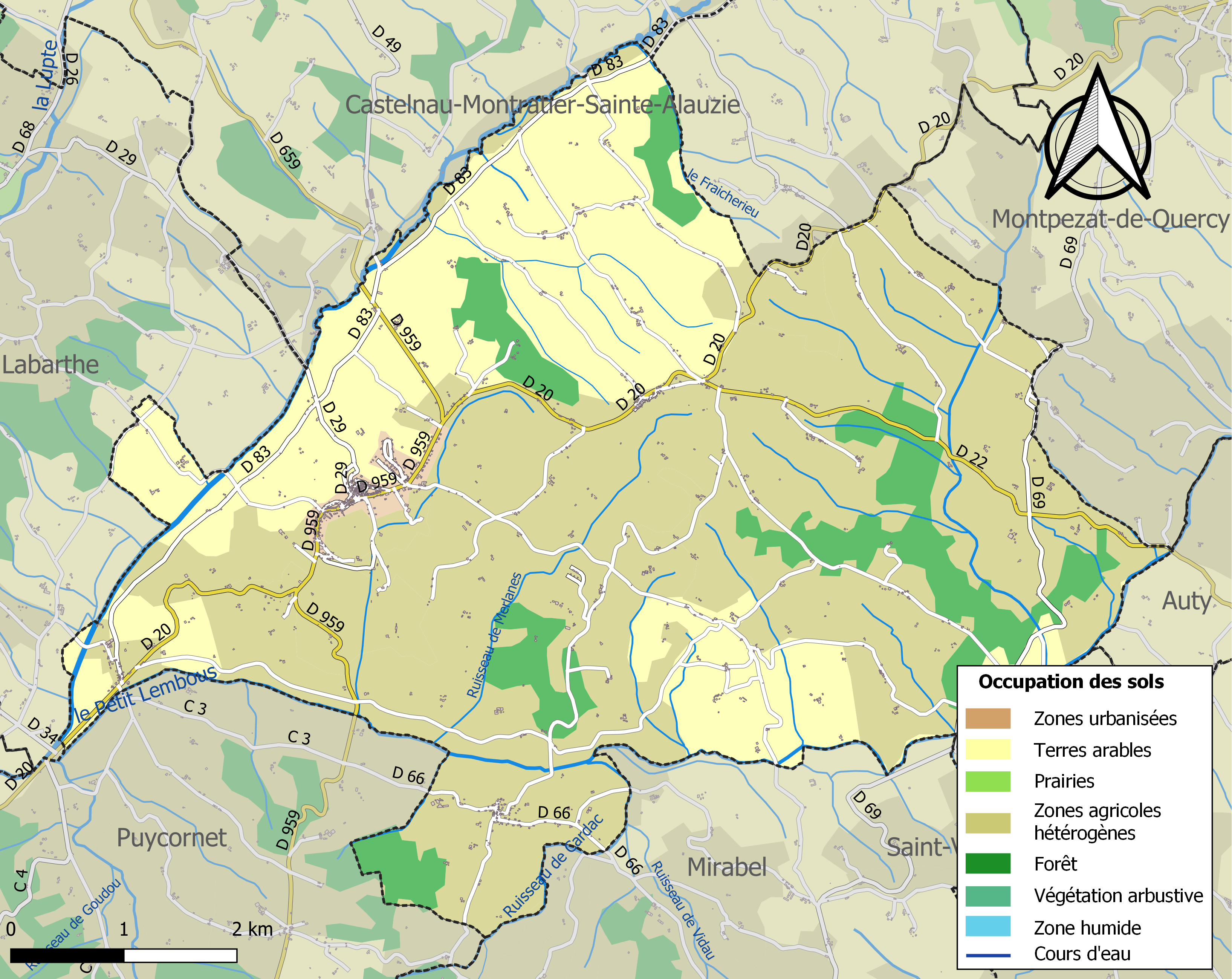
Carte des infrastructures et de l'occupation des sols de la commune en 2018 (CLC).

L'occupation des sols de la commune, telle qu'elle ressort de la base de données européenne d’occupation biophysique des sols Corine Land Cover (CLC), est marquée par l'importance des territoires agricoles (89,2 % en 2018), en diminution par rapport à 1990 (90,4 %). La répartition détaillée en 2018 est la suivante : 
zones agricoles hétérogènes (59,5 %), terres arables (28,8 %), forêts (9,6 %), zones urbanisées (1,2 %), cultures permanentes (0,9 %). L'évolution de l’occupation des sols de la commune et de ses infrastructures peut être observée sur les différentes représentations cartographiques du territoire : la carte de Cassini (XVIIIe siècle), la carte d'état-major (1820-1866) et les cartes ou photos aériennes de l'IGN pour la période actuelle (1950 à aujourd'hui).

### Hameaux et lieux-dits
- Alvert
- Aulié
- Auty-Bas
- Bancounel
- Bandouillac
- Bargayre
- Barrabe
- Belinet
- Benech
- Bistour
- Blancario
- Boisse
- Borde-Basse (la)
- Borde-Neuve
- Bosquets
- Bouisses (las)
- Bourac
- Bourdau
- Bourdette
- Bourdou
- Bourias
- Bourlac
- Carrière
- Caudesaygues
- Caudié
- Cavailles (las)
- Cavaillou
- Chalou
- Clairette
- Cluselles
- Commanderie (la)
- Couchefieu
- Coutié
- Couture
- Cros
- Cuquel
- Grimal
- Dalou
- Daudebrune
- Daynes
- Dayrac
- Dayrac-Bas
- Debes (le)
- Doudou
- Église de Saint-Nazaire
- Église d'Espanel
- Fon grande (la)
- Francou
- Gaches
- Gaches-Bas
- Galines
- Garenne
- Garrabet
- Girbaud
- Gourbanel
- Granges
- Grangette (la)
- Grillet
- Guignet-Bas
- Guignet-Haut
- Guilhou
- Guillen
- Jarni
- Jouanet
- Labarthète
- Lagar
- Lagrave
- Lamothe
- Lanauze
- Lapéruguié
- Lapeyre
- Lapoujade
- Lardillé
- Lasbarthes
- Lascarios
- Laval
- Lavalade
- Lavayssière
- Lolmié
- Long
- Loustalet
- Laborie-Basse
- Laborie-Haute
- Malèze
- Marche (La)
- Marèse
- Massoulac
- Moulin de Saint-Amans
- Moulin du Crusel
- Massoulac
- Mathio
- Maurinie (la)
- Méric
- Naudou
- Nauses
- Paradis
- Pavat
- Payroulac
- Pech (au)
- Pech Calvel
- Pech-Ayral
- Pech-de-La-Peyrière
- Pechussau
- Perches
- Pestou
- Peyregau
- Places
- Plasens
- Portal
- Pouget (le)
- Poumarèdes
- Prades
- Pradié
- Ramat
- Rans
- Roussassil
- Roussouline (La)
- Roux
- Roy
- Sabatié
- Saint-Amans
- Saint-Christophe
- Sainte-Arthémie
- Saint-Pierre
- Saint-Victor
- Salreau
- Sardinat
- Sérene
- Sestayrac
- Sibadiol
- Stufelets
- Tassine (la)
- Terres blanques
- Trebays
- Triguedinna
- Trip
- Vaissayre
- Valès

### Risques majeurs
Le territoire de la commune de Molières est vulnérable à différents aléas naturels : météorologiques (tempête, orage, neige, grand froid, canicule ou sécheresse), inondations, mouvements de terrains et séisme (sismicité très faible). Il est également exposé à un risque technologique,  le transport de matières dangereuses. Un site publié par le BRGM permet d'évaluer simplement et rapidement les risques d'un bien localisé soit par son adresse soit par le numéro de sa parcelle.

#### Risques naturels
Certaines parties du territoire communal sont susceptibles d’être affectées par le risque d’inondation par débordement de cours d'eau, notamment le Lemboulas et le Petit Lembous. La cartographie des zones inondables en ex-Midi-Pyrénées réalisée dans le cadre du XIe Contrat de plan État-région, visant à informer les citoyens et les décideurs sur le risque d’inondation, est accessible sur le site de la DREAL Occitanie. La commune a été reconnue en état de catastrophe naturelle au titre des dommages causés par les inondations et coulées de boue survenues en 1982, 1993, 1996, 1999 et 2015,.
Molières est exposée au risque de feu de forêt. Le département de Tarn-et-Garonne présentant toutefois globalement un niveau d’aléa moyen à faible très localisé, aucun Plan départemental de protection des forêts contre les risques d’incendie de forêt (PFCIF) n'a été élaboré. Le débroussaillement aux abords des maisons constitue l’une des meilleures protections pour les particuliers contre le feu,.

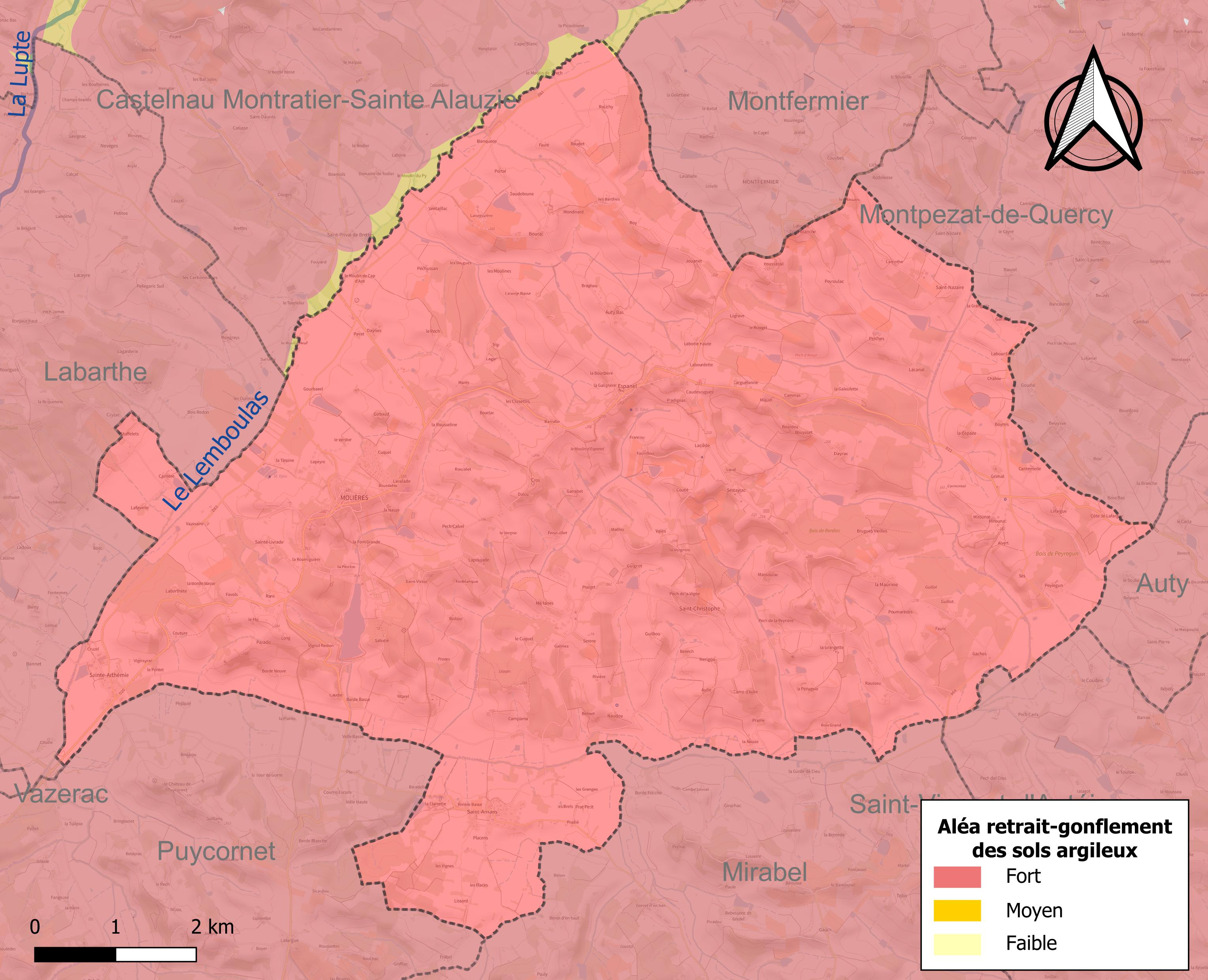
Carte des zones d'aléa retrait-gonflement des sols argileux de Molières.

Les mouvements de terrains susceptibles de se produire sur la commune sont des tassements différentiels.
Le retrait-gonflement des sols argileux est susceptible d'engendrer des dommages importants aux bâtiments en cas d’alternance de périodes de sécheresse et de pluie. La totalité de la commune est en aléa moyen ou fort (92 % au niveau départemental et 48,5 % au niveau national). Sur les 646 bâtiments dénombrés sur la commune en 2019, 646 sont en aléa moyen ou fort, soit 100 %, à comparer aux 96 % au niveau départemental et 54 % au niveau national. Une cartographie de l'exposition du territoire national au retrait gonflement des sols argileux est disponible sur le site du BRGM,.
Par ailleurs, afin de mieux appréhender le risque d’affaissement de terrain, l'inventaire national des cavités souterraines permet de localiser celles situées sur la commune.
Concernant les mouvements de terrains, la commune a été reconnue en état de catastrophe naturelle au titre des dommages causés par la sécheresse en 1989, 1991, 1998, 2003, 2009 et 2017 et par des mouvements de terrain en 1999.

#### Risques technologiques
Le risque de transport de matières dangereuses sur la commune est lié à sa traversée par des infrastructures routières ou ferroviaires importantes ou la présence d'une canalisation de transport d'hydrocarbures. Un accident se produisant sur de telles infrastructures est susceptible d’avoir des effets graves sur les biens, les personnes ou l'environnement, selon la nature du matériau transporté. Des dispositions d’urbanisme peuvent être préconisées en conséquence.

## Toponymie
Les molières sont des prairies mouillées.

## Histoire
- Si vous ne connaissez pas le sujet, laissez ce bandeau (vous pouvez alors contacter les auteurs).
- Si vous supprimez le contenu mis en cause (vous pouvez préalablement contacter les auteurs),

argumentez précisément cette suppression dans la page de discussion
(un manque de référence n'est pas un argument ; une recherche réelle de référence doit avoir été effectuée, être formellement documentée).
Les premières traces d’occupation du site de Molières remontent au tout début de l’ère chrétienne, les Cadurques, peuple gaulois du Quercy, avaient choisi le site pour sa position élevée, surplombant les vallées du Lemboulas et du Petit Lembous, aisément défendable. L’occupation romaine et la période de prospérité qui l’accompagne favorise le commerce et ouvre des voies de communication. “Moleriis” devient le passage obligé entre Tolosa (Toulouse) et Divona (Cahors).
Après quelques siècles de troubles et d’insécurité correspondant à la période des “Grandes Invasions”, le début du XIIe siècle marque le retour de la prospérité pour Molières. Les terres fertiles fournissent des céréales. Les nombreux moulins qui jalonnent les ruisseaux, produisent de belles farines.
Dépendant religieusement de l’archiprêtré de Saint Vincent de Flaugnac, Molières a pour seigneur Ratier de Castelnau. C’est en 1263 que les habitants obtiennent l’autorisation de bâtir une église dédiée à la Vierge (“Beata Maria de Molieriis”).
En mai 1270, Alphonse de Poitiers, frère de Saint Louis, octroie à Molières une Charte des coutumes, fondant ainsi, la quatorzième bastide en Quercy. Par ses nouveaux statuts, le village échappe au pouvoir seigneurial, il est placé sous l’autorité du Bayle comtal puis royal (représentant l’autorité royale), qui est entouré de six consuls, élus tous les ans parmi les habitants. La Charte des coutumes garantit la liberté des personnes, la protection des biens et le libre legs de ces biens. Chaque habitant doit participer à la défense de la Bastide, chaque homme est tenu d’assurer un service militaire de quarante jours : l’ost.
La bastide prend ainsi le relais d'Espanel, hameau situé à 3 km au nord et principal foyer de population. Les nouveaux habitants affluent et à partir de 1338, la Bastide organise son habitat sur la partie la plus haute de la colline, se protège d'un mur d’enceinte et édifie une tour de guet (qui dominera le village jusqu’en 1993). Des fossés sont également creusés autour de la ville vers 1350.
Ces défenses deviennent vite utiles car outre la Peste Noire de 1348 en provenance du Languedoc, la guerre Franco-Anglaise de Cent Ans est engagée. En 1360, le Quercy devient anglais, et Molières, restée française, est une sentinelle avancée en limite Nord du Comté de Toulouse. Molières vit retranchée derrière ses remparts jusqu’à la fin de cette guerre, en 1450.
C’est à partir de cette date que Molières retrouve sa prospérité et devient en 1573, Ville Royale. Mais cette période n’en est pas moins mouvementée. En effet, depuis 1562, catholiques et protestants s’affrontent dans la région. L’église, hors des remparts, sera attaquée et détruite en 1567. Elle ne sera reconstruite qu’au début du XVIIe siècle.
La constante volonté des habitants de mieux maitriser leur avenir, la qualité et le dévouement de leurs consuls trouvent leur récompense en 1696, quand Molières devient la quatorzième ville du Quercy à envoyer des députés aux États Provinciaux.
Au début du XVIIIe siècle, l’essor de la cité et la richesse de sa bourgeoisie en font le centre d’un réseau d’échanges commerciaux très important. Toutefois, cet effort reposant sur l’économie agricole est contrarié, de 1785 à 1788, par de grandes sécheresses suivies d’hivers rigoureux.
La révolution de 1789 et son cortège de violences provoque de nombreux troubles dans la cité et Molières paie très cher sa qualité de ville royale : ses remparts sont détruits, ses armoiries martelées, ses cloches fondues pour faire des canons. Il faudra attendre l’arrivée de l’Empire pour que ses passions s’apaisent.
Molières devient une commune qui englobe 6 paroisses (Molières, Espanel, Saint Amans, Sainte Arthémie, Saint Christophe et Saint Nazaire) initialement dans le département du Lot. Elle change de département avec la création du Tarn et Garonne en 1808 par décret impérial de Napoléon. Molières est chef-lieu de canton rural composé des communes de Auty, Labarthe, Puycornet et Vazerac.
Avec l’expansion économique et démographique du XIXe siècle, le village s’étend le long de la voie de communication Montauban – Cahors (actuelle rue principale et avenue de Larché). L’église en mauvais état et devenue trop exiguë pour accueillir tous les fidèles sera entièrement reconstruite sur l’emplacement du cimetière (ce dernier sera transféré hors du village, route de Labarthe). Elle sera inaugurée fin 1898. De l’édifice initial, seul subsiste le clocher de briques qui est désormais séparé de l’église.
En 1900, sur la nouvelle place de l’église est construite une halle aux volailles ainsi qu’une zone de déchargement de marchandises. À partir de cette date, les charrettes n’ont plus à monter la dure côte qui mène sur la place de la vieille ville. Devenue inutile pour cause de disparition des marchés, cette halle sera démolie dans les années 1980 tandis que la place sera remaniée en 2009.
Le XXe siècle sera marqué, dès la fin de la première guerre mondiale, par un fort exode rural qui vide la commune de la moitié de ses habitants. À partir de la fin des années 1980, la tendance s’inverse enfin alors que Molières se modernise et se tourne vers le tourisme avec la construction d’une base de loisirs, autour d’un lac de 10 ha.

## Politique et administration

### Administration municipale
Le nombre d'habitants au dernier recensement étant compris entre 500 et 1 499, le nombre de membres du conseil municipal est de 15.

### Liste des maires
| Période                                  | Période      | Identité                                     | Étiquette | Qualité                                                                      |
| ---------------------------------------- | ------------ | -------------------------------------------- | --------- | ---------------------------------------------------------------------------- |
| Les données manquantes sont à compléter. |              |                                              |           |                                                                              |
| janvier 1793                             | février 1793 | Guillaume Traxat                             |           |                                                                              |
| mars 1793                                | mai 1793     | Pierre Mourgue                               |           |                                                                              |
| 1793                                     | 1795         | Alphonse Durieu                              |           |                                                                              |
| 1795                                     | 1800         | Jean Baptiste Bedue                          |           |                                                                              |
| 1800                                     | 1802         | Jean Pons Dejean                             |           |                                                                              |
| 1802                                     | 1808         | Antoine de Montratier                        |           |                                                                              |
| 1808                                     | 1810         | Jean-Georges Lefranc de Laccary              |           |                                                                              |
| 1810                                     | 1815         | Antoine de Montratier                        |           |                                                                              |
| 1815                                     | 1830         | Barnabé Coffignial                           |           |                                                                              |
| 1830                                     | 1836         | Jean Etienne Marqueyret                      |           |                                                                              |
| 1836                                     | 1846         | Raymond Delpech                              |           |                                                                              |
| 1846                                     | 1848         | Jean Etienne Marqueyret                      |           |                                                                              |
| mars 1848                                | mai 1848     | Eugène Rolland                               |           |                                                                              |
| mai 1848                                 | août 1848    | Jean Feyt                                    |           |                                                                              |
| 1848                                     | 1852         | Edmond Marqueyret                            |           |                                                                              |
| mai 1852                                 | juin 1852    | Antoine Passedat                             |           |                                                                              |
| 1852                                     | 1859         | Jean-Jacques Lefranc de Laccary              |           |                                                                              |
| 1859                                     | 1866         | André Arnal                                  |           |                                                                              |
| 1866                                     | 1870         | Pierre Pelissie                              |           |                                                                              |
| septembre 1870                           | janvier 1871 | Joseph Ausset                                |           |                                                                              |
| janvier 1871                             | avril 1871   | Edmond Marqueyret                            |           |                                                                              |
| 1871                                     | 1878         | Marc Antoine Marie Léonce Lefranc de Laccary |           |                                                                              |
| 1878                                     | 1897         | François Stanislas Iches                     |           |                                                                              |
| 1897                                     | 1899         | Antoine Pierre Joseph Emile Ausset           |           |                                                                              |
| mars 1899                                | 1908         | Jean Antoine Combelles                       |           |                                                                              |
| mai 1908                                 | 1914         | Joseph Faliech                               |           |                                                                              |
| août 1914                                | 1914         | Ernest Gilis                                 |           |                                                                              |
| décembre 1914                            | 1924         | Julien Sahuc                                 |           |                                                                              |
| mars 1924                                | 1925         | Jean Linon                                   |           |                                                                              |
| mai 1925                                 | 1934         | Gaston Bouniols                              |           |                                                                              |
| septembre 1934                           | 1944         | Victor Combelles                             |           |                                                                              |
| décembre 1944                            | 1945         | Emile Tissendie                              |           |                                                                              |
| mai 1945                                 | 1962         | Victor Combelles                             |           | Conseiller général                                                           |
| septembre 1962                           | 1971         | Henri Combelles                              |           | Conseiller général                                                           |
| mars 1971                                | 1989         | Jean Sahuc                                   |           |                                                                              |
| mars 1989                                | 2014         | Guy Hebral                                   | PRG       | Suppléant de Roland Garrigues aux législatives de 2007 et conseiller général |
| mars 2014                                | 2020         | Jean-Francis Sahuc                           | UDI       |                                                                              |
| 2020                                     | En cours     | Valérie Hébral                               |           |                                                                              |

## Population et société

### Démographie
Les habitants de la commune sont appelés les Moliérains.
L'évolution du nombre d'habitants est connue à travers les recensements de la population effectués dans la commune depuis 1793. Pour les communes de moins de 10 000 habitants, une enquête de recensement portant sur toute la population est réalisée tous les cinq ans, les populations de référence des années intermédiaires étant quant à elles estimées par interpolation ou extrapolation. Pour la commune, le premier recensement exhaustif entrant dans le cadre du nouveau dispositif a été réalisé en 2006.

En 2022, la commune comptait 1 274 habitants, en évolution de +8,89 % par rapport à 2016 (Tarn-et-Garonne : +3,12 %, France hors Mayotte : +2,11 %).
| 1793  | 1800  | 1806  | 1821  | 1831  | 1836  | 1841  | 1846  | 1851  |
| ----- | ----- | ----- | ----- | ----- | ----- | ----- | ----- | ----- |
| 2 100 | 2 498 | 2 460 | 2 179 | 2 428 | 2 574 | 2 599 | 2 536 | 2 459 |

| 1856  | 1861  | 1866  | 1872  | 1876  | 1881  | 1886  | 1891  | 1896  |
| ----- | ----- | ----- | ----- | ----- | ----- | ----- | ----- | ----- |
| 2 423 | 2 445 | 2 354 | 2 336 | 2 310 | 2 374 | 2 302 | 2 146 | 2 008 |

| 1901  | 1906  | 1911  | 1921  | 1926  | 1931  | 1936  | 1946  | 1954  |
| ----- | ----- | ----- | ----- | ----- | ----- | ----- | ----- | ----- |
| 1 963 | 1 873 | 1 787 | 1 545 | 1 570 | 1 579 | 1 592 | 1 487 | 1 552 |

| 1962  | 1968  | 1975  | 1982  | 1990  | 1999  | 2006  | 2011  | 2016  |
| ----- | ----- | ----- | ----- | ----- | ----- | ----- | ----- | ----- |
| 1 437 | 1 378 | 1 320 | 1 174 | 1 028 | 1 044 | 1 072 | 1 217 | 1 170 |

| 2021  | 2022  | - | - | - | - | - | - | - |
| ----- | ----- | - | - | - | - | - | - | - |
| 1 245 | 1 274 | - | - | - | - | - | - | - |

### Enseignement
L'école publique se compose de deux classes maternelles et de trois classes primaires (CP, et deux CM1 et CM2). Elle compte une centaine d'élèves.

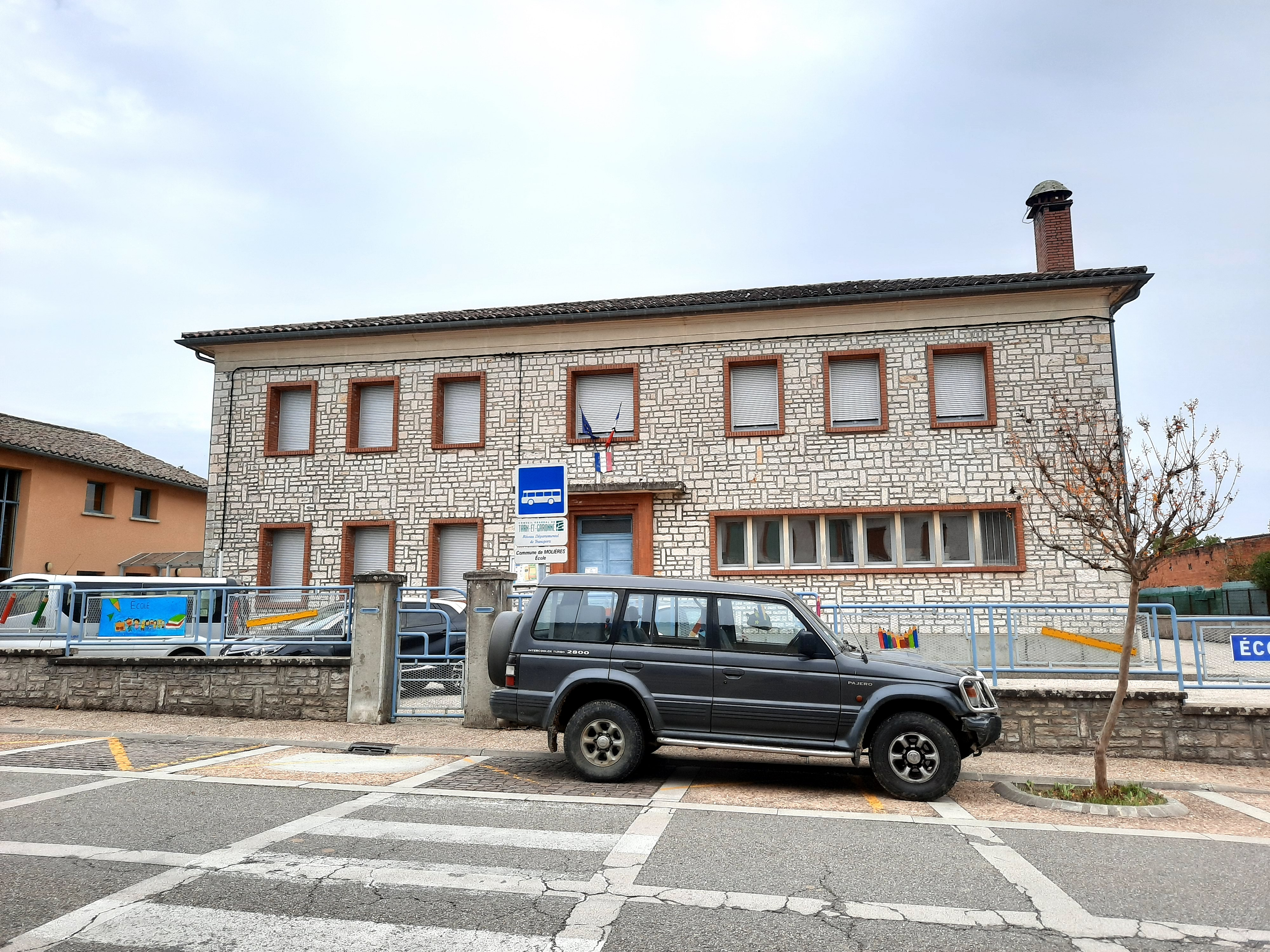
École primaire

### Sports
Plusieurs associations sportives proposent des activités à destination de la population :
- le Football Club Union Sportive Moliéraine se compose de 3 équipes dont la « une » évoluant en promotion d'excellence départementale, d'une école de foot et de plusieurs équipes junior ;
- le Molières Judo Club 82 qui propose des cours pour enfants et adultes trois soirées par semaine ;
- le Tennis Club de Molières dont les courts sont situés sur le complexe sportif du Malivert ;
- la Gymnastique Moliéraine assure un cours hebdomadaire de gymnastique ;
- la Pétanque Moliéraine ;
- la section gymnastique douce de l'Âge d'Or Moliérain propose des séances d'activation physique adaptées aux personnes âgées.

## Économie

### Revenus
En 2018, la commune compte 542 ménages fiscaux, regroupant 1 165 personnes. La médiane du revenu disponible par unité de consommation est de 18 130 € (20 140 € dans le département).

### Emploi
|                | 2008  | 2013   | 2018   |
| -------------- | ----- | ------ | ------ |
| Commune        | 5,9 % | 9,3 %  | 13,3 % |
| Département    | 8,4 % | 10,2 % | 10,3 % |
| France entière | 8,3 % | 10 %   | 10 %   |

En 2018, la population âgée de 15 à 64 ans s'élève à 633 personnes, parmi lesquelles on compte 78,2 % d'actifs (64,9 % ayant un emploi et 13,3 % de chômeurs) et 21,8 % d'inactifs,. En  2018, le taux de chômage communal (au sens du recensement) des 15-64 ans est supérieur à celui du département et de la France, alors qu'en 2008 la situation était inverse.
La commune fait partie de la couronne de l'aire d'attraction de Montauban, du fait qu'au moins 15 % des actifs travaillent dans le pôle,. Elle compte 265 emplois en 2018, contre 284 en 2013 et 270 en 2008. Le nombre d'actifs ayant un emploi résidant dans la commune est de 417, soit un indicateur de concentration d'emploi de 63,6 % et un taux d'activité parmi les 15 ans ou plus de 49 %.
Sur ces 417 actifs de 15 ans ou plus ayant un emploi, 162 travaillent dans la commune, soit 39 % des habitants. Pour se rendre au travail, 78,7 % des habitants utilisent un véhicule personnel ou de fonction à quatre roues, 0,3 % les transports en commun, 6,4 % s'y rendent en deux-roues, à vélo ou à pied et 14,6 % n'ont pas besoin de transport (travail au domicile).

### Activités hors agriculture

#### Secteurs d'activités
104 établissements sont implantés  à Molières au 31 décembre 2019. Le tableau ci-dessous en détaille le nombre par secteur d'activité et compare les ratios avec ceux du département,.
| Secteur d'activité                                                                                        | Commune | Commune | Département |
| Secteur d'activité                                                                                        | Nombre  | %       | %           |
| --- | ------- | ------- | ----------- |
| Ensemble                                                                                                  | 104     |         |             |
| Industrie manufacturière, industries extractives et autres                                                | 10      | 9,6 %   | (9,6 %)     |
| Construction                                                                                              | 18      | 17,3 %  | (14,9 %)    |
| Commerce de gros et de détail, transports, hébergement et restauration                                    | 34      | 32,7 %  | (29,7 %)    |
| Information et communication                                                                              | 3       | 2,9 %   | (1,9 %)     |
| Activités financières et d'assurance                                                                      | 2       | 1,9 %   | (3,4 %)     |
| Activités spécialisées, scientifiques et techniques et activités de services administratifs et de soutien | 11      | 10,6 %  | (14,1 %)    |
| Administration publique, enseignement, santé humaine et action sociale                                    | 17      | 16,3 %  | (13,6 %)    |
| Autres activités de services                                                                              | 9       | 8,7 %   | (9,3 %)     |

Le secteur du commerce de gros et de détail, des transports, de l'hébergement et de la restauration est prépondérant sur la commune puisqu'il représente 32,7 % du nombre total d'établissements de la commune (34 sur les 104 entreprises implantées  à Molières), contre 29,7 % au niveau départemental.

#### Entreprises et commerces
Les cinq entreprises ayant leur siège social sur le territoire communal qui génèrent le plus de chiffre d'affaires en 2020 sont : 
- Ag Conseil, autres intermédiaires du commerce en combustibles, métaux, minéraux et produits chimiques (1 073 k€)
- Ruel, Engineering, Applications, And Laminates - Real, autres commerces de détail spécialisés divers (746 k€)
- Cahors Pere Et Fils, commerce de gros (commerce interentreprises) d'animaux vivants (646 k€)
- SAS Carcuat, commerce de détail alimentaire sur éventaires et marchés (156 k€)
- Montage Assistance Serre Fay - Mas Fay, travaux de menuiserie métallique et serrurerie (78 k€)

Viticulture : coteaux-du-quercy (AOVDQS).

### Agriculture
La commune est dans le « Bas-Quercy de Montpezat », une petite région agricole couvrant une bande nord  du département de Tarn-et-Garonne. En 2020, l'orientation technico-économique de l'agriculture  sur la commune est la polyculture et/ou le polyélevage. 
|               | 1988  | 2000  | 2010  | 2020  |
| ------------- | ----- | ----- | ----- | ----- |
| Exploitations | 116   | 105   | 86    | 74    |
| SAU (ha)      | 2 525 | 2 485 | 2 361 | 2 264 |

Le nombre d'exploitations agricoles en activité et ayant leur siège dans la commune est passé de 116 lors du recensement agricole de 1988  à 105 en 2000 puis à 86 en 2010 et enfin à 74 en 2020, soit une baisse de 36 % en 32 ans. Le même mouvement est observé à l'échelle du département qui a perdu pendant cette période 57 % de ses exploitations,. La surface agricole utilisée sur la commune a également diminué, passant de 2 525 ha en 1988 à 2 264 ha en 2020. Parallèlement la surface agricole utilisée moyenne par exploitation a augmenté, passant de 22 à 31 ha.

### Tourisme
Molières est située sur les premiers contreforts du Quercy.
La commune possède une base de loisirs agencée autour d'un lac aménagé de 10 ha, la base de loisirs du Malivert, le camping du Malivert.

## Culture locale et patrimoine

### Lieux et monuments
- L'église de la Nativité de Notre-Dame de Molières : c'est en 1263 que les habitants de Molières obtiennent l'autorisation de construire une église proche de l'emplacement actuel. Située hors des remparts de la bastide, elle sera détruite en 1567 lors des affrontements que se livrent catholiques et protestants dont Montauban est une place forte. Elle ne sera reconstruite que plusieurs dizaines d'années plus tard, au début du XVIIe siècle. Deux siècles plus tard, le conseil municipal de Molières décide de démolir et reconstruire cette église mal entretenue devenue trop exigüe. Pour des raisons d'économie, son clocher de style classique est conservé tandis qu'une nouvelle église est reconstruite sur l'emplacement de l'ancien cimetière avec les matériaux de démolition issus de la précédente par l'architecte Léopold Gardelle à partir de 1895. L'église actuelle est officiellement inaugurée en 1898. Depuis cette époque, l'église de Molières possède la particularité d'être séparée de son campanile[37]. Ce dernier possède une cloche qui date du XVIIIe siècle et fut surmonté d'une croix en pierre jusqu'en 1920, date à laquelle elle est foudroyée avant d'être fixer sur le mur à droite du clocher à la suite des travaux de réaménagement de la place en 2010[38]. Ses peintures intérieures ont été réalisées par René Lala-Gaillard en 1923[39]. Elle est également décorée par deux tableaux: Notre-Dame du Rosaire, réalisée en 1841 par Laure Villery est alors acquis par l'État pour 800F[40] et Le Christ au tombeau, réalisé en 1849 par Auguste Laugier d'après un tableau de Philippe de Champaigne, et acquis par l'État pour 500F[41].
- L'église Saint-Germain à Espanel ; construite au XVe siècle.
- L'église Saint-Amans à Saint-Amans. L'édifice est référencé dans la base Mérimée et à l'Inventaire général Région Occitanie[42].
- L'église Saint-Jérôme de Sainte-Arthémie ; bâtie au XVIIIe siècle, elle est reconstruite en 1827 et des vestiges antérieurs au XIXe siècle subsiste. Sa décoration intérieure date de 1850 (mais son retable remonte au XVIIe siècle) et les chapelles latérales furent ajoutées seulement en 1860[43].
- L'église Saint-Christophe à Saint-Christophe.
- L'église Saint-Nazaire de Molières, à Saint-Nazaire, remontant au Haut Moyen Âge, elle a subi des destructions pendant la guerre de Cent Ans et les guerres de religion qui ont nécessité sa reconstruction au XVIe siècle. Elle a été restaurée en 1980 et 2000. L'église a été dans sa totalité inscrite au titre des monuments historiques en 1979.
- La chapelle Saint-Paul du Fustin de Blanquerie.
- château d'Espanel
- La bastide historique : la partie la plus ancienne du village où subsistent plusieurs maisons à colombage ainsi que les traces des anciens remparts.
- Les vestiges d'un ancien pont dit « romain » sur l'ancienne route royale qui reliait Paris à Toulouse, à la limite avec Puycornet, à Sainte-Arthémie[44]. Une partie du pont s'est effondrée à la suite de la crue de 1993.
- Une ancienne gare ferroviaire, terminus de la ligne Montauban-Molières des Tramways de Tarn-et-Garonne de 1913 à 1933. Elle a depuis été reconvertie en habitation.

Patrimoine
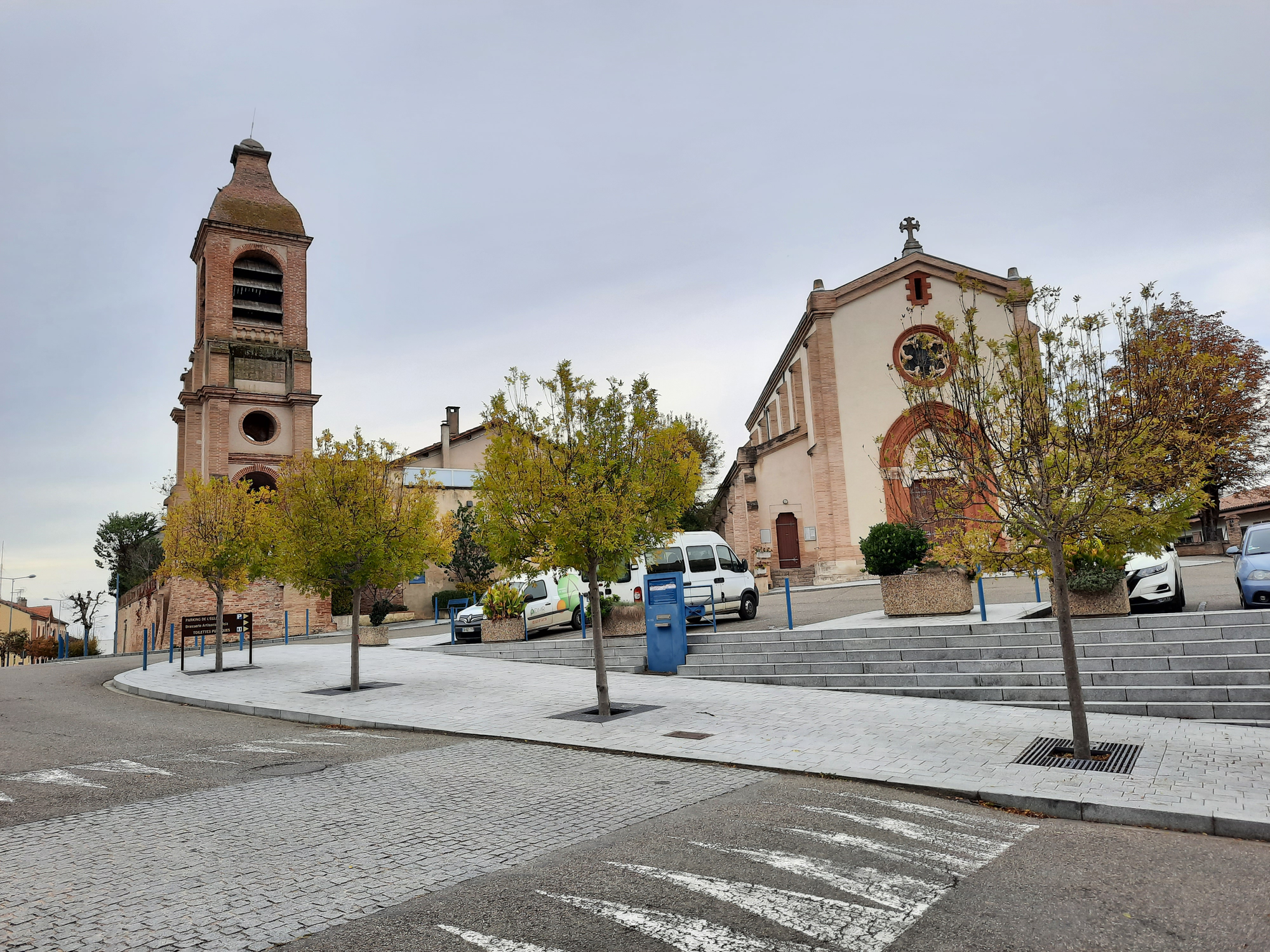
Église et campanile de la Nativité de Notre-Dame

### Patrimoine environnemental
Le parc de loisirs du Malivert s'étend sur plus de 40 hectares autour d'un lac aménagé de 9 hectares doté de la plus grande plage de sable blanc de Tarn-et-Garonne.

### Équipements culturels
- Médiathèque intercommunale, avec des expositions renouvelées tous les mois.

### Personnalités liées à la commune
- Jean-Baptiste Chevalt, curé de Molières.
- René Lala-Gaillard, décorateur de l'église paroissiale de la Nativité de Notre-Dame

### Héraldique
| Molières | Son blasonnement est : De sable aux cinq meules de moulin d'or ordonnées en sautoir. |

## Pour approfondir